# George Kremer (collectionneur)

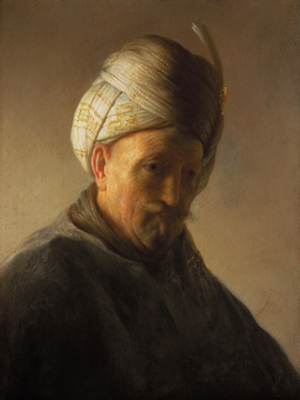
Vieil homme au turban, par Rembrandt, Collection Kremer.

George Kremer est un collectionneur d'art néerlandais, à l'origine de la Collection Kremer, réunissant des œuvres de l'âge d'or néerlandais (XVIIe siècle).

## Biographie
Issu d'une famille ashkénaze d'origine allemande ayant fui le nazisme, il étudie l'économie à l'université d'Amsterdam. Il fait fortune dans le négoce du pétrole et dans l'Immobilier aux États-Unis.
Particulièrement marqué par la Fiancée juive de Rembrandt, aperçue au Rijksmuseum d'Amsterdam durant son enfance, il se passionne pour l'Âge d'or néerlandais.
Avec son épouse Ilone Kremer, il acquiert son  premier Rembrandt en 1995, Vieil Homme en buste avec turban. La toile, attribuée au moment de la vente à l'un des élèves du maître, Jacques de Rousseaux, est réattribuée à Rembrandt dans le cadre du Rembrandt Research Project. Cette acquisition, sous le conseil du marchand d'art Robert Noortman, marquera le début de leur collection.
Ils réunissent une collection importante comprenant des œuvres de Rembrandt, Hendrick ter Brugghen, Meindert Hobbema, Pieter de Hooch, Frans Hals, Gerrit Dou, Michael Sweerts, Gerrit van Honthorst, et d'autres maîtres du XVIIe siècle.
Le couple vit entre Amsterdam, Dallas et l'Espagne, et organise des expositions périodiques dans des musées nationaux comme le Wallraf-Richartz Museum de Cologne, le Bergpark Wilhelmshöhe de Cassel ou le Musée Frans Hals de Haarlem.
Cinquante-sept œuvres de la collection Kremer sont exposées du 27 octobre 2011 au 25 mars 2012 à la Pinacothèque de Paris.